# Textilreiniger

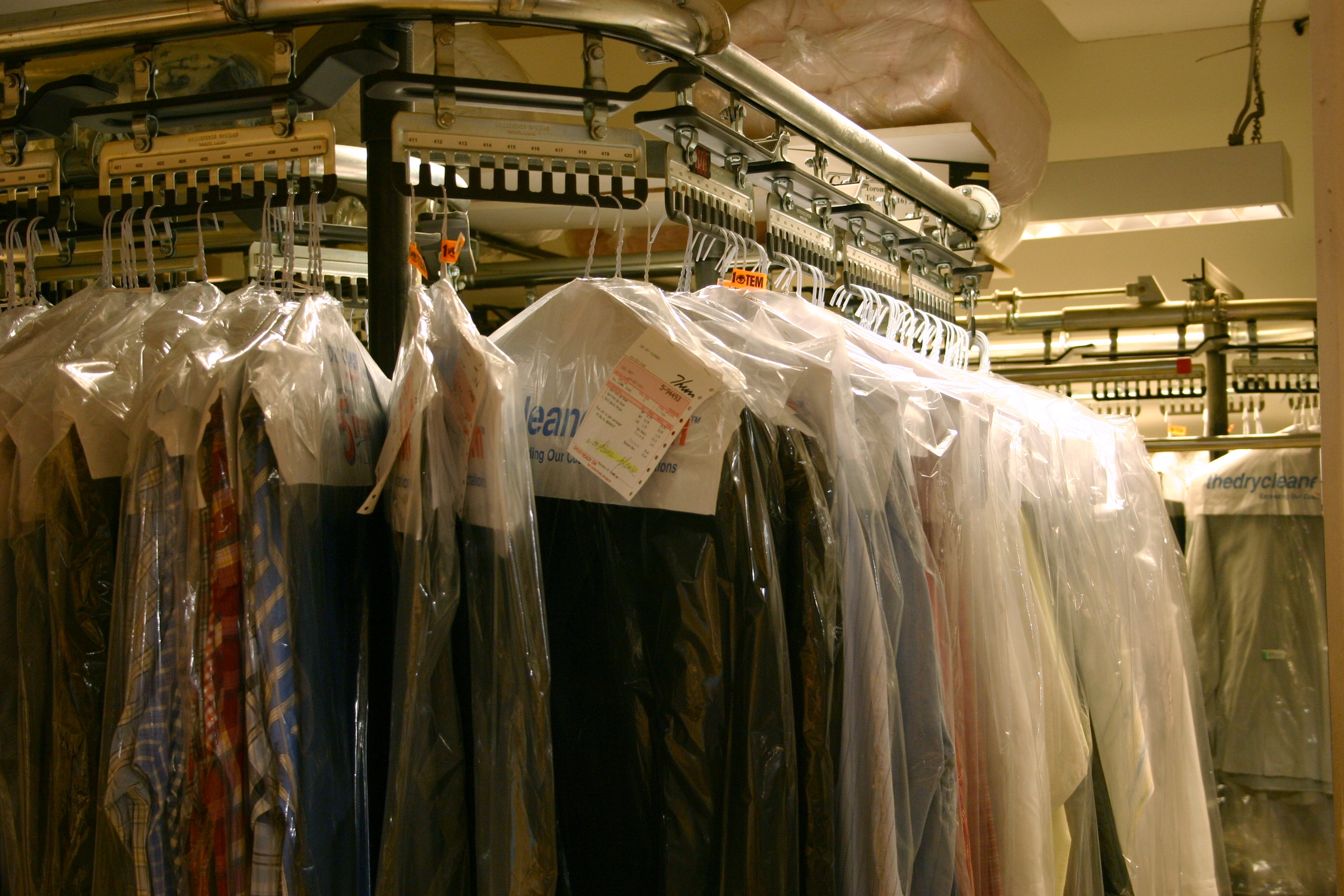
Trockenreinigung, Schiene für gereinigte Kleider

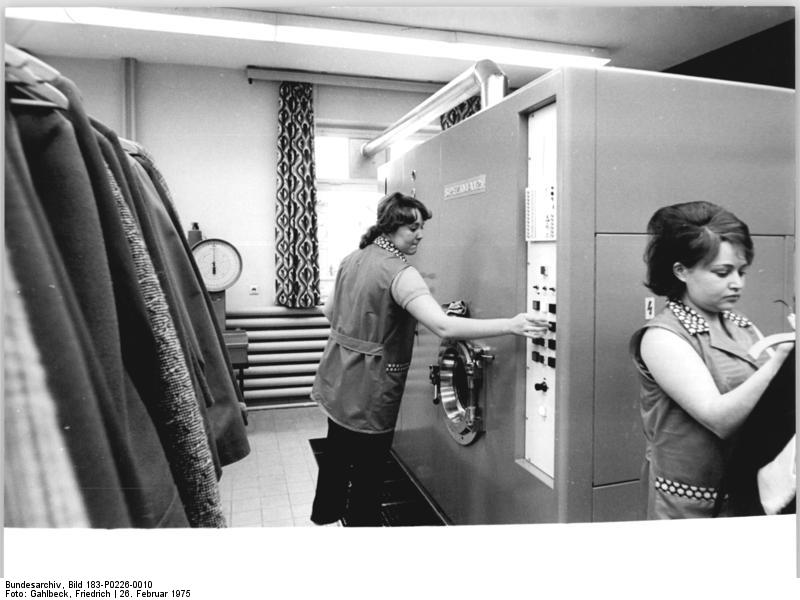
Chemische Reinigung in Dommitzsch, 1975

Textilreiniger sind mit dem Waschen, Reinigen und Aufbereiten von unterschiedlichsten Textilien beschäftigt.

## Berufsbild
Textilreiniger sortieren Wäschestücke nach Gewebe, Farbe und Verschmutzung. Sie entscheiden, wie die jeweiligen Textilien, Leder und Bettfedern, behandelt werden sollen. So reinigen sie chemisch mit geeigneten Chemikalien, mit Textilreinigungsmaschinen oder manuell. Die gereinigten Textilien bügeln sie und bereiten sie für den Kunden vor. Auf Wunsch imprägnieren sie auch Kleidungsstücke.
Bei der Arbeit in Annahmestellen wickeln sie auch die Kunden- und Verkaufsberatung bzw. Reklamationen ab. Textilreiniger werden in privaten Reinigungsbetrieben und in Betriebsabteilungen bzw. Wäschereien von Hotels, Krankenhäusern oder Justizvollzugsanstalten in Wäschereien beschäftigt.

## Ausbildung

### Deutschland
Die Berufsausbildung erfolgt im dualen Ausbildungssystem an den Berufsschulen und bei geeigneten Betrieben. Die Ausbildungsdauer beträgt drei Jahre und ist im Berufsbildungsgesetz (BBiG) und der Handwerksordnung (HwO) geregelt.

### Österreich
Textilreiniger absolvieren in Österreich ebenfalls eine dreijährige Lehre in Form einer dualen Ausbildung. Lehrlinge schließen mit der Lehrabschlussprüfung ab und können sich zum Werkmeister weiterbilden. Eine bestandene Lehrabschlussprüfung ermöglicht in Österreich auch den Zugang zur Berufsmatura (Berufsreifeprüfung) und in der Folge zu weiteren Höherqualifizierungen, z. B. an Fachhochschulen.